# Xã Lehigh, Quận Northampton, Pennsylvania
Xã Lehigh (tiếng Anh: Lehigh Township) là một xã thuộc quận Northampton, tiểu bang Pennsylvania, Hoa Kỳ. Năm 2010, dân số của xã này là 10.526 người.